# Fort de la Malmaison

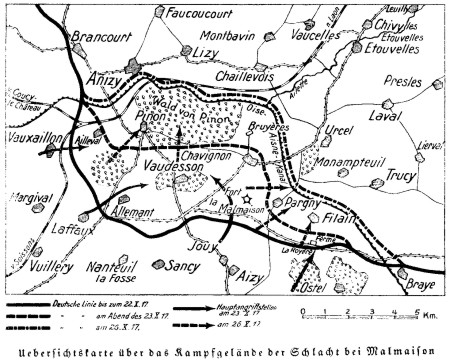
kaart van de slag bij Malmaison

Het Fort de la Malmaison is een fort in de Noord-Franse gemeente Chavignon. Het werd tussen 1878 en 1882 gebouwd naar het ontwerp van Séré de Rivières. Het is een van de schakels van de versterkte ring rond de stad Laon.
Het fort ten noordoosten van Parijs en blokkeerde een toegang tot de hoofdstad. Het had een oorlogsbezetting van iets meer dan 800 man en de bewapening bestond uit 36 stukken geschut. Het lag tussen twee buurforten, Fort de Condé en Fort de Montbérault.
Het bakstenen fort was een ontwerp van generaal Séré de Rivières. Het had een rechthoekig vorm en was volledig omgeven door een droge gracht. In twee hoeken waren caponnières gebouwd van waaruit de vijandelijke troepen die in de droge gracht waren gekomen beschoten kon worden. Voor de communicatie met de naburige forten werd gebruik gemaakt van lichtsignalen.
Door de ontwikkeling van de artillerie en de munitie werd de explosieve kracht van de granaten vergroot. Bakstenen muren boden hiertegen onvoldoende bescherming en om dit te bewijzen stemde de minister van Defensie Georges Boulanger in met een experiment. In het najaar van 1886, vier jaar na de bouw, werd het fort beschoten met 127 155mm-granaten en 36 granaten met een kaliber van 220mm. De schade die deze toebrachten was zeer groot. Een projectiel van 220mm doorboorde de muur van de kazerne op de eerste verdieping. Daar ontplofte de granaat en de gevel werd eruit geblazen. Een tweede doorboorde 3 meter aarde en vervolgens 80 cm dik metselwerk en kwam tot ontploffing in de ruimte daarachter. Hiermee waren alle bestaande bakstenen forten op slag verouderd. Het fort werd niet hersteld en werd in oktober 1888 ontmanteld. In 1892 werd het voor de tweede maal als proefobject gebruikt en omstreeks 1911 verkocht aan een particulier.
Ondanks de slechte staat en de ruïnes werd tijdens de Eerste Wereldoorlog hier fel gevochten. In juni 1914 veroverden het Duitse leger met Operatie Blücher-Yorck het fort. Tijdens de Slag bij Malmaison, van 23 tot 29 oktober 1917, heroverde het Franse leger het oude fort en beheerste nadien de belangrijke weg Chemin des Dames.
Naast de restanten van het verwoeste fort bevindt zich een Duits kerkhof uit de Tweede Wereldoorlog met 11.000 gesneuvelde soldaten.
Het fort is open voor bezoek, maar een afspraak met een gids is noodzakelijk.